# Promyka mungo
Promyka mungo či promyka indická (Herpestes edwardsii) je promykovitá šelma vyskytující se na jihu Asie. Je známá tím, že loví i velké a prudce jedovaté hady. Indové ji proto s oblibou dávají svým dětem a nechávají ji přespávat v dětských pokojích – nejen jako domácího mazlíčka, ale též jako ochranu před hady. V některých zemích, kam byla zavlečena člověkem, je vedena jako nebezpečný invazní druh. Rudyard Kipling ji zvěčnil ve svých Knihách džunglí, kde vystupuje sameček tohoto druhu, Riki-Tiki-Tavi. V Číně se z její srsti vyrábějí štětce, které jsou sice širší, ale přesto dokáží udržet tenkou linii.

## Rozšíření
Její přirozené teritorium sahá od Arabského poloostrova až k Bangladéši a východní Indii. Oddělená populace žije i v Turecku.

## Potrava

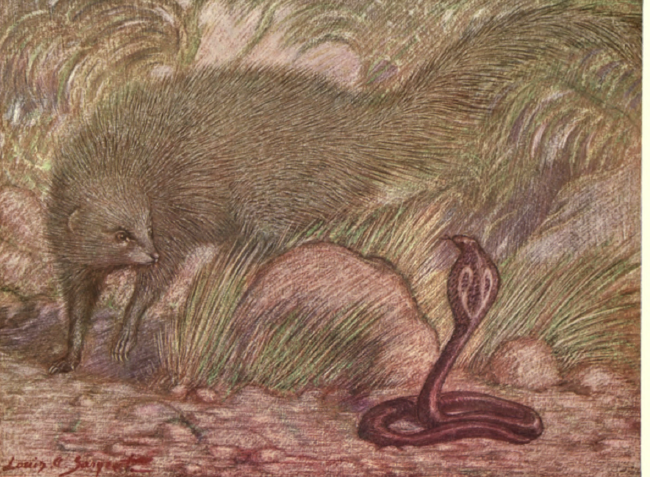
Mungo vs. kobra

Promyka mungo je rychlý, obratný a (vzhledem ke své velikosti) i silný lovec. Živí se převážně vejci ptáků a malými savci, ovšem s chutí napadá a likviduje i hady, včetně velkých a prudce jedovatých, jako jsou např. kobry. V boji s hady jí vedle vysoké rychlosti a obratnosti, s níž uhýbá hadím útokům, pomáhá ještě velmi houževnatá hustá srst a zvláštní typ acetylcholinových receptorů, který ji činí odolnou vůči nejúčinnějším složkám hadích jedů. Krouží těsně okolo hada, provokuje ho k útokům, aby ho vyčerpala, a čeká přitom na příležitost k vlastnímu výpadu.
V případě velkých a silně jedovatých hadů, jako jsou např. kobry, není výsledek boje předem daný. Pokud se promyce daří, had je utahán, oslaben a nakonec zabit. Pokud se daří hadovi a podaří se mu promyku zasáhnout a kousnout, znamená to zpravidla jeho záchranu. Promyka ovšem obvykle přežije – plnou dávku jedu velké kobry by sice nezvládla, ale za normálních okolností had prakticky nemá šanci ji do ní vpravit a dosáhne jen neplnohodnotného zásahu, po němž se promyka z boje stáhne.